# La Chapelle-Haute-Grue
La Chapelle-Haute-Grue és un municipi francès situat al departament de Calvados i a la regió de Normandia. L'any 2007 tenia 44 habitants.

## Demografia

### Població
El 2007 la població de fet de La Chapelle-Haute-Grue era de 44 persones. Hi havia 17 famílies de les quals 13 eren parelles sense fills i 4 parelles amb fills.
La població ha evolucionat segons el següent gràfic:
Habitants censats

### Habitatges
El 2007 hi havia 30 habitatges, 19 eren l'habitatge principal de la família i 11 eren segones residències. Tots els 30 habitatges eren cases. Dels 19 habitatges principals, 13 estaven ocupats pels seus propietaris, 3 estaven llogats i ocupats pels llogaters i 2 estaven cedits a títol gratuït; 10 tenien quatre cambres i 9 en tenien cinc o més. 8 habitatges disposaven pel capbaix d'una plaça de pàrquing. A 8 habitatges hi havia un automòbil i a 11 n'hi havia dos o més.

### Piràmide de població
La piràmide de població per edats i sexe el 2009 era:
| Homes | Edats   | Dones |
| ----- | ------- | ----- |
| 0     | 95 o +  | 0     |
| 0     | 90 a 94 | 0     |
| 0     | 85 a 89 | 0     |
| 0     | 80 a 84 | 0     |
| 4     | 75 a 79 | 0     |
| 0     | 70 a 74 | 0     |
| 4     | 65 a 69 | 0     |
| 4     | 60 a 64 | 4     |
| 0     | 55 a 59 | 0     |
| 0     | 50 a 54 | 4     |
| 0     | 45 a 49 | 0     |
| 0     | 40 a 44 | 0     |
| 0     | 35 a 39 | 0     |
| 0     | 30 a 34 | 0     |
| 8     | 25 a 29 | 0     |
| 0     | 20 a 24 | 0     |
| 0     | 15 a 19 | 0     |
| 0     | 10 a 14 | 0     |
| 0     | 5 a 9   | 0     |
| 0     | 0 a 4   | 0     |

## Economia
El 2007 la població en edat de treballar era de 23 persones, 16 eren actives i 7 eren inactives. Les 16 persones actives estaven ocupades(11 homes i 5 dones).. Totes les 7 persones inactives estaven jubilades.
Activitats econòmiques
Els 2 establiments que hi havia el 2007 eren d'empreses de construcció.
Dels 3 establiments de servei als particulars que hi havia el 2009, 1 era una fusteria, 1 lampisteria i 1 empresa de construcció.
L'any 2000 a La Chapelle-Haute-Grue hi havia 8 explotacions agrícoles que ocupaven un total de 212 hectàrees.

## Poblacions més properes
El següent diagrama mostra les poblacions més properes.